# Michele Nappi
Michele Nappi (San Gennaro Vesuviano, 30 agosto 1951) è un ex calciatore italiano, di ruolo difensore.

## Biografia
Terzino di fascia destra, ha passato la maggior parte della sua carriera giocando nel Perugia.
Nei dieci anni di militanza in maglia biancorossa, tra Serie A e Serie B, il risultato più importante fu il secondo posto in classifica raggiunto nella stagione 1978-1979, al termine del quale la compagine guidata da Ilario Castagner conseguì, dopo aver visto sfumare matematicamente lo scudetto a due giornate dalla fine, il record d'imbattibilità.
Dal 1982 al 1984 ha militato nella Roma, dove seppur da rincalzo ebbe modo di vincere uno scudetto (1982-1983) e una Coppa Italia (1983-1984), nonché di raggiungere e giocare da titolare nel 1984 la finale di Coppa dei Campioni contro il Liverpool, disputata in casa all'Olimpico, al termine della quale l'undici di Nils Liedholm venne sconfitto ai tiri di rigore.
In carriera ha totalizzato complessivamente 171 presenze in Serie A con all'attivo un gol, realizzato in occasione del successo interno del Perugia sul Verona del 7 dicembre 1976, e 101 presenze in Serie B.

## Palmarès

### Competizioni nazionali
- Campionato italiano di Serie B: 1

Perugia: 1974-1975
- Campionato italiano: 1

Roma: 1982-1983
- Coppa Italia: 1

Roma: 1983-1984

### Competizioni internazionali
- Coppa Piano Karl Rappan: 1

Perugia: 1978